# وراپتسی
وراپتسی (به صربی: Vrapci) یک منطقهٔ مسکونی در صربستان است که در سینیتسا واقع شده‌است. وراپتسی ۴۹ نفر جمعیت دارد.